# Cristianismo no século XX
O cristianismo no século XX foi caracterizado por uma secularização acelerada da sociedade Ocidental, que teve início no século XIX, e pela disseminação do cristianismo para regiões não ocidentais ao redor do mundo.
O ecumenismo cristão surgiu após a Conferência Missionária de Edimburgo, em 1910, e tornou-se cada vez mais relevante após o Concílio Vaticano II da Igreja Católica. O Movimento Litúrgico tornou-se significativo tanto no cristianismo católico quanto no protestante, sobretudo no anglicanismo.
Ao mesmo tempo, com o ateísmo comunista espalhando-se na Europa Oriental e na União Soviética, o que resultou na perseguição à muitos cristãos, houve a emigração de cristãos ortodoxos para o Leste Europeu e América, o que levou a um aumento significativo no contato entre o cristianismo Ocidental e Oriental. Apesar disso, a frequência aos templos cristãos diminuiu mais na Europa Ocidental do que no Oriente. A Igreja Católica Romana introduziu muitas reformas para sua modernização.
Missionários católicos e protestantes também viajaram para o Extremo Oriente, com muitos seguidores na China continental, Taiwan e Japão.

## Catolicismo no século XX
Durante o século XX, o território de propagação do catolicismo estava sob o domínio do Terceiro Reich e do regime fascista de Mussolini. Em 1965, o Concílio Vaticano II adotou uma declaração condenando o antissemitismo.

## Ortodoxia Russa sob o regime político da União Soviética
Após a Revolução de Outubro, houve um movimento dentro da União Soviética com o objetivo de unir todas as pessoas do mundo sob o governo comunista. Isso incluiu o Bloco Soviético, bem como os Estados dos Bálcãs. Como alguns desses estados eslavos vinculavam sua herança étnica às suas igrejas étnicas, tanto os povos quanto sua igreja foram alvos dos soviéticos.A crítica ao ateísmo foi estritamente proibida e, às vezes, resultava em prisão.

## Propagação do secularismo
Na Europa, tem havido um movimento geral de afastamento da observância religiosa e da crença nos ensinamentos cristãos e um movimento em direção ao secularismo. A "secularização da sociedade", atribuída à época do Iluminismo e seus anos seguintes, é em grande parte responsável pela disseminação do secularismo. Por exemplo, o Gallup International Millennium Survey  mostrou que apenas cerca de um sexto dos europeus participa de serviços religiosos regulares, menos da metade deu a Deus "grande importância" e apenas cerca de 40% acreditam em um "Deus pessoal". No entanto, a grande maioria considerou que "pertencem" a uma denominação religiosa. Os números mostram que a "descristianização" da Europa lentamente começou a girar na direção oposta. A renovação em certos setores da igreja anglicana, bem como em bolsões de protestantismo no continente, atesta essa reversão inicial da secularização da Europa, o continente no qual o cristianismo originalmente teve suas raízes mais fortes e sua expansão mundial. Na América do Norte, América do Sul e Austrália, os outros três continentes onde o cristianismo é a religião professada dominante, a observância religiosa é muito maior do que na Europa.

## Modernismo e teologia da libertação
Na década de 1960, a crescente consciência social e politização na Igreja latino-americana deu origem à teologia da libertação. O padre peruano Gustavo Gutiérrez tornou-se seu principal proponente, e em 1979 a Conferência Episcopal do México declarou oficialmente que a Igreja latino-americana tem "opção preferencial pelos pobres".
Ambos Papa João Paulo II e Papa Bento XVI (como o Cardeal Ratzinger) denunciaram o movimento. O teólogo brasileiro Leonardo Boff foi duas vezes solicitado a cessar a publicação e o ensino. Embora o Papa João Paulo II tenha sido criticado por sua severidade ao lidar com os proponentes do movimento, ele sustentou que a Igreja, em seus esforços para defender os pobres, não deveria fazer isso recorrendo à violência ou à política partidária. O movimento ainda está vivo na América Latina hoje, embora a Igreja agora enfrente o desafio do avivamento pentecostal em grande parte do continente.

## Protestantismo

### Evangelicalismo
Nos Estados Unidos e em outras partes do mundo, tem havido um aumento acentuado na ala evangélica das denominações protestantes, especialmente aquelas que são mais exclusivamente evangélicas, e um declínio correspondente nas principais igrejas liberais. Na era pós-Primeira Guerra Mundial, o liberalismo foi o setor de crescimento mais rápido da igreja americana.  Alas liberais de denominações estavam em ascensão, e um número considerável de seminários eram ensinados de uma perspectiva liberal.  Na era pós-Segunda Guerra Mundial, a tendência começou a voltar para o campo conservador nos seminários e estruturas eclesiásticas da América. Aqueles que ingressam em seminários e outros programas de pós-graduação teologicamente relacionados têm mostrado tendências mais conservadoras do que a média de seus predecessores.
O impulso evangélico dos anos 1940 e 1950 produziu um movimento que continua a ter ampla influência. No sul dos Estados Unidos, os evangélicos, representados por líderes como Billy Graham, experimentaram um aumento notável.

### Movimento pentecostal
O Terceiro Grande Despertamento teve suas raízes no Movimento de Santidade que se desenvolveu no final do século XIX, dando lugar ao movimento pentecostal. Em 1902, os evangelistas americanos Reuben Archer Torrey e Charles M. Alexander conduziram reuniões em Melbourne, Austrália, resultando em mais de 8.000 convertidos.
Torrey e Alexander estiveram envolvidos no início do avivamento galês que levou Jessie Penn-Lewis a escrever seu livro War on the Saints. Em 1906, o moderno Movimento Pentecostal nasceu na Rua Azuza em Los Angeles.
A partir daí, o pentecostalismo se espalhou pelo mundo. Essas manifestações semelhantes ao Pentecostes têm estado constantemente em evidência ao longo da história do cristianismo — como visto nos primeiros dois Grandes Despertamentos que começou nos Estados Unidos.  No entanto, a Rua Azusa é amplamente aceita como o berço do movimento pentecostal moderno. O pentecostalismo, que por sua vez deu origem ao movimento carismático dentro de denominações já estabelecidas, continua a ser uma força importante no cristianismo ocidental.

### Ecumenismo
Os movimentos ecumênicos dentro do protestantismo têm se concentrado em determinar uma lista de doutrinas e práticas essenciais para ser cristão e, assim, estender a todos os grupos que preenchem esses critérios básicos um status (mais ou menos) co-igual, talvez com o seu próprio grupo ainda mantendo uma posição de "primeiro entre iguais". Este processo envolveu uma redefinição da ideia de "a Igreja" da teologia tradicional. Esta eclesiologia, conhecida como não denominacionalismo, afirma que cada grupo (que preenche os critérios essenciais de "ser cristão") é um subgrupo de uma "Igreja Cristã" maior, ela própria um conceito puramente abstrato sem representação direta, ou seja, nenhum grupo, ou "denominação", afirma ser "a Igreja". Obviamente, esta eclesiologia está em desacordo com outros grupos que, de fato, se consideram "a Igreja". Os "critérios essenciais" geralmente consistem na crença na Trindade, na crença de que Jesus Cristo é a única maneira de ter perdão e vida eterna, e que Ele morreu e ressuscitou fisicamente.

### Modernismo e protestantismo liberal
O cristianismo liberal, às vezes chamado de teologia liberal, é um termo abrangente que abrange diversos movimentos religiosos e humores filosoficamente informados dentro do cristianismo do final do século XVIII, XIX e XX. A palavra "liberal" no cristianismo liberal não se refere a uma agenda "política" ou conjunto de crenças, mas sim à liberdade de dialética processo associado a filosofia continental e outras filosóficas e religiosas paradigmas desenvolvidos durante a Idade das Luzes. Apesar do nome, o cristianismo liberal sempre foi totalmente multiforme.
Muitos cristãos liberais do século XX foram influenciados pelos filósofos Edmund Husserl e Martin Heidegger. Exemplos de importantes pensadores cristãos liberais são Rudolf Bultmann e John A.T. Robinson.

### Fundamentalismo
O cristianismo fundamentalista começou como um movimento menos rígido do que o movimento atual descrito e autodescrito pelo próprio termo. É um movimento que surgiu dentro do protestantismo britânico e americano no final do século XIX e início do século XX, principalmente em reação ao modernismo e a certos grupos protestantes liberais que negavam doutrinas consideradas fundamentais para o cristianismo ainda se autodenominavam cristãos. Assim, o fundamentalismo procurou restabelecer princípios básicos que não poderiam ser negados sem renunciar a uma identidade cristã, os "fundamentos". Esses princípios distintos definiram inerrância da Bíblia, Sola Scriptura, o nascimento virginal de Jesus, a doutrina da expiação substitucionária, a ressurreição corporal de Jesus, e o retorno iminente de Jesus Cristo. O movimento dividiu esses e outros fatores ao longo do tempo entre aqueles agora conhecidos como fundamentalistas, mantendo seu nome, e aqueles conhecidos como evangélicos, mantendo suas preocupações originais.